# Hollow Image
Hollow Image (conocida en Italia como Principessa di Harlem) es una película de drama de 1979, dirigida por Marvin J. Chomsky, escrita por Lee Hunkins, musicalizada por Don Sebesky, en la fotografía estuvo Alan Metzger y los protagonistas son Robert Hooks, S. Pearl Sharp y Dick Anthony Williams, entre otros. El filme fue realizado por Titus Productions, se estrenó el 24 de junio de 1979.

## Sinopsis
Una mujer negra de carrera que vive en Nueva York, ha tenido éxito en el mundo de la moda, se debate entre su actual vida en el centro y su origen en Harlem con un viejo novio que todavía vive ahí.